# Caroline Cox, Baroness Cox

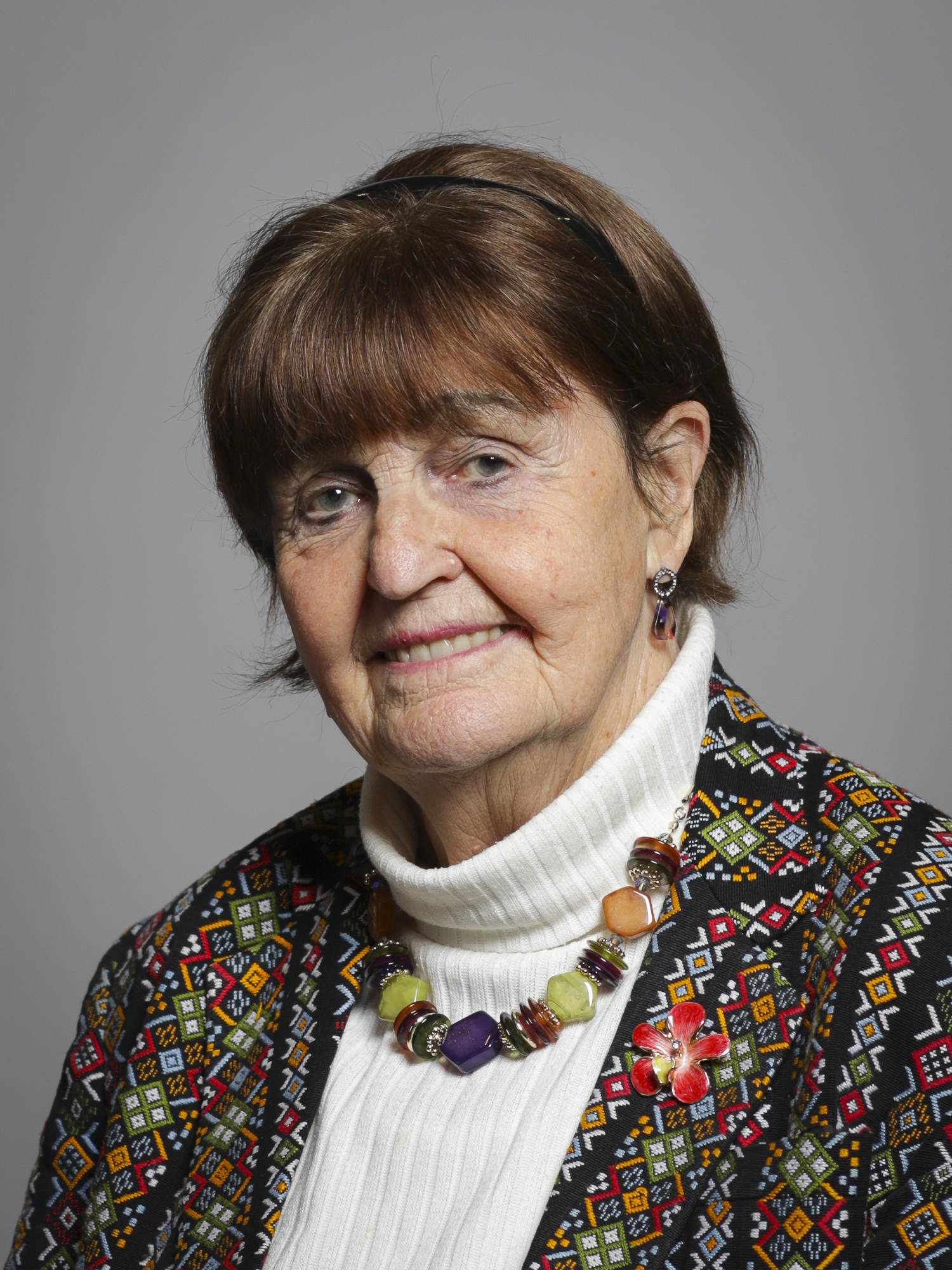
Caroline Cox, Baroness Cox (2019)

Caroline Anne Cox, Baroness Cox FRCN (* 6. Juli 1937 in London) ist eine britische Politikerin und Life Peeress. Sie ist Gründerin und CEO der Organisation Humanitarian Aid Relief Trust (HART). Sie setzt sich für humanitäre Angelegenheiten, besonders für Menschen mit Behinderungen ein.

## Leben und Karriere
Baroness Cox wurde 1937 als Caroline Anne McNeill Love geboren. Ihr Vater war Chirurg aus Hertford. Sie besuchte die Channing School in Highgate. Sie arbeitete ab 1958 als Krankenschwester am London Hospital und ab 1960 als Oberschwester und Pflegedienstleiterin (Staff Nurse) am Edgware General Hospital. 1959 heiratete sie Dr. Murray Newall Cox und war bis zu seinem Tod 1997 mit ihm verheiratet. Sie hatten drei Kinder, zwei Söhne und eine Tochter. In den späten 1960er Jahren studierte sie an der University of London und schloss 1967 mit einem First Class Honours Degree in Soziologie ab. Als wissenschaftliche Mitarbeiterin an der University of Newcastle upon Tyne erwarb sie einen Master of Arts in Wirtschaftswissenschaft.

## Akademische Karriere und Folgeaktivitäten
Im Anschluss war sie als Dozentin für Soziologie am Polytechnikum der University of North London tätig und wurde später Professorin (Principal Lecturer). Ab 1974 war sie Leiterin (Head) des Institut für Soziologie (Department of Sociology) und blieb dies bis 1977. Von 1977 bis 1983 war sie Direktorin der Nursing Education Research Unit am Chelsea College der University of London. Sie wurde auch Honorary Fellow des Royal College of Surgeons. Cox beschäftigte sich in dieser Zeit auch mit Bildungspolitik. 1993 unterstützte sie Reformen mit dem Ziel, den Einfluss der lokalen Unterrichtsbehörden (Local Education Authorities) einzuschränken, und forderte eine stärkere Berücksichtigung religiöser Werte im Unterricht. Aufgrund ihres beruflichen Hintergrunds in Soziologie schrieb sie mehrere Bücher über dieses Thema für Krankenschwestern. Sie schrieb auch ein Buch, in dem sie angeblichen kommunistischen Aktivitäten im Jahre 1975 an der Polytechnic of North London nachging. Sie war Gründungskanzlerin (Chancellor) der Bournemouth University und übte diese Funktion von 1991 bis 2001 aus. Sie war Direktorin des Educational Research Trust und des Centre for Social Cohesion. Aktuell (Stand: Juni 2010) ist sie Non-Executive Director der Andrei Sakharov Foundation.
2006 wurde sie mit einem Ehrendoktortitel der University of Dundee als Doctor of Laws ausgezeichnet. Cox unterstützt Fälle von Behinderungen als Mitglied des World Committee on Disability. Sie ist Jurymitglied für den Franklin Delano Roosevelt International Disability Award, der jährlich bei den Vereinten Nationen an einen Staat verliehen wird, der die Ziele des UN World Programme of Action Concerning Disabled Persons verwirklicht hat.

## Mitgliedschaft im House of Lords
Nachdem Premierministerin Margaret Thatcher ihre Ernennung als Working Peers empfohlen hatte, wurde sie am 24. Januar 1983 als Baroness Cox, of Queensbury in Greater London, zur Life Peeress erhoben. Sie saß im House of Lords zunächst für die Conservative Party und war kurzzeitig 1985 Baroness-in-Waiting und Whip der Regierung. Dann wurde sie stellvertretende Sprecherin (Deputy Speaker) des Oberhauses von 1986 bis 2005. Von 1986 bis 2004 war sie Deputy Chair of Committees. Während der Debatten um den Gesetzesentwurf zur Bildungsreform (Education Reform Bill) arbeitete Cox mit Michael Alison zusammen, um sicherzustellen, dass staatliche Bildung vor allem „christlich“ sei. Sie beteiligte sich regelmäßig an Debatten im House of Lords über Afrika und wies in Briefen an die Presse auf andere vergessene Konflikte hin. Auf die Kämpfe im Sudan wies sie bereits im September 1992 hin und kritisierte die islamistische Regierung des Landes und unterstützte die von Christen dominierte Sudanesische Volksbefreiungsarmee von John Garang. Sie kritisierte auch das Verhalten der Regierung des muslimischen Aserbaidschan in der von Armenien abtrünnigen Region Bergkarabach, die vor allem von Christen bewohnt wird.
Cox gehört mehreren All party groups an. Seit 2002 ist sie Vorsitzende der Armenia Group. Sie ist stellvertretende Vorsitzende (Vice-Chair) der North Korea Group seit 2004 und Sekretärin (Secretary) der Indonesia Group seit 2006.
Als Staaten von besonderem Interesse gibt sie Armenien, Myanmar, Osttimor, Indonesien, Polen, Nigeria, Nordkorea, Sudan, Uganda und Sri Lanka an. Als ihre politischen Interessen nennt sie Menschenrechte, humanitäre Hilfe, Bildung, Gesundheitswesen und Pflege an.

## Wirken in der Öffentlichkeit
Cox gilt als Europaskeptikerin. Sie rebellierte gegen den Vertrag von Maastricht und unterstützte einen Entwurf, der ein landesweites Referendum zur Ratifikation am 14. Juli 1993 vorsah.
Im Mai 2004 unterschrieb sie gemeinsam mit drei anderen konservativen Peers einen Brief, der von der UK Independence Party (UKIP) veröffentlicht wurde und zu deren Unterstützung bei der Europawahl aufrief. Der Vorsitzende der Conservative Party, Michael Howard, schloss sie daraufhin aus der Fraktion aus. Cox ist seither Crossbencher.
Sie ist eine von 18 Gründern der One Jerusalem-Organisation, welche zum Ziel hat, dass ein vereintes Jerusalem die ungeteilte Hauptstadt Israels bleibt. Am 24. Januar 2005 wurde sie Co-Präsidentin des Jerusalem Summit.
Sie ist die Gründerin von The International Islamic Christian Organisation for Reconciliation and Reconstruction. Cox ist auch eine Unterstützerin des Rechts auf Selbstbestimmung der Menschen in Bergkarabach beziehungsweise der Republik Arzach, das offiziell zu Aserbaidschan gehört. Frank Pallone, Jr., der Mitvorsitzende des US-Kongressausschusses über Armenien (US Congressional Caucus on Armenian Issues), nannte sie eine „wahre armenische Nationalistin, die ihr Leben für Armenien und Karabach geben würde.“ Am 15. Februar 2006 wurde sie mit der Mkhitar Gosh Medaille (Mkhitar Gosh Medal) des Präsidenten der Republik Armenien, Robert Kotscharjan, ausgezeichnet.
Zwischen 1997 und 2000 griff die Organisation Christian Solidarity Worldwide (CSW), deren Mitglied Cox ist, mit ihrem humanitären Engagement direkt im Sudan ein und erkaufte die Freiheit von Sklaven. In einem Brief an The Independent on Sunday gab Cox an, insgesamt 2.281 Sklaven bei acht Besuchen im Sudan ausgelöst zu haben. Bereits 1995 hatte Cox für ihren Kampf gegen moderne Formen der Sklaverei den William Wilberforce Award erhalten.
Der von ihr 2003 gegründete Humanitarian Aid Relief Trust (HART) setzt sich mittels Hilfe und Beratung dafür ein, dauerhafte Veränderungen für jene Menschen zu erreichen, die unterdrückt bzw. verfolgt werden, und deren Anliegen von den internationalen Medien größtenteils vernachlässigt werden. Cox besuchte HART-Hilfsprogramme in Bergkarabach, Ost- und Westburma, Timor-Leste, Indien, Nigeria, im Südsudan und Nord-Uganda.
Cox ist stellvertretende Vorsitzende der All Party Parliamentary Group zum Thema Nordkorea. Sie sagte, dass die amerikanische Regierung unter Führung von Barack Obama die Möglichkeit mit sich bringe, Feindseligkeiten einzustellen und die Beziehungen zu Nordkorea zu normalisieren.
Im Juni 2002 war Cox Gastgeberin einer öffentlichen Präsentation anlässlich des Erscheinens von Great Britain has Fallen!, ein Buch des nigerianischen Missionars Wale Babatunde. Cox veröffentlichte einige Stellungnahmen, denen zufolge das Buch „den Weg vorwärts zeige“, um Großbritanniens moralischen Niedergang rückgängig zu machen.
Im Februar 2009 löste Cox eine kontroverse Debatte aus, als sie und Malcolm Pearson, Baron Pearson of Rannoch von der UKIP Geert Wilders einluden, um den anti-islamischen Film Fitna vor dem House of Lords zu zeigen. Wilders wurde auf Anordnung der britischen Innenministerin Jacqui Smith an der Einreise nach Großbritannien gehindert. Daraufhin beschuldigten Cox und Pearson die Regierung, den militanten Islam zu verharmlosen.

## Weitere Ämter und Ehrungen
Sie ist Vize-Präsidentin des Royal College of Nursing und der Liverpool School of Tropical Medicine. Cox ist Vorsitzende der International Islamic Christian Organisation (IICORR), Chief Executive Officer des Humanitarian Aid Relief Trustee (HART). Sie ist Präsidentin von Tushinskaya Children's Hospital Charitable Trust, der Standing Conference of Women's Organisations und der Dean Close School Cheltenham, sowie Treuhänderin der Siberian State Medical University und Schirmherrin (Patron) von Medical Aid for Poland Fund, Jugend mit einer Mission (Youth With a Mission), Physicians for Human Rights UK und Premier Radio.
Von 1999 bis 2009 war sie Mitglied der Trusthouse Charitable Foundation. Sie wurde 2003 mit dem Fridtjof Nansen International Foundation Award geehrt. Sie ist Honorary Fellow der University of Westminster.
1988 wurde sie mit einem Ehrendoktortitel der Philosophie (Hon PhD) der Polish University in London ausgezeichnet. Sie ist außerdem Trägerin eines Ehrendoktortitels Doctor of Humanities der University of Utah, Ehrendoktor der Rechtswissenschaften des Council for National Academic Awards, Ehrendoktor der City University London, der University of Wolverhampton und des Department of Social Security (DSS) der Queen’s University of Belfast. Außerdem erhielt sie Ehrendoktortitel der Staatlichen Universität Jerewan und der Universität von Bergkarabach. Sie ist ehrenhalber Fellow des City and Guilds of London Institute. Cox ist seit 1990 Commander des Verdienstordens der Republik Polen.

## Veröffentlichungen
- A Sociology of Medical Practice. 1975.
- mit John Marks: Rape of Reason. The Corruption of the Polytechnic of North London. 1975.
- The Right to Learn. 1982.
- Sociology. An Introduction for Nurses, Midwives and Health Visitors. 1983.
- Choosing a State School. How to find the best education for your child. 1989.
- Trajectories of Despair. Misdiagnosis and maltreatment of Soviet orphans. 1991.
- mit John Eibner: Ethnic Cleansing in Progress. War in Nagorno Karabakh. 1993.
- Sociology. A Guide for Nurses, Midwives and Health Visitors. 1993.
- Made to Care. The Case for Residential and Village Communities for People with a Mental Handicap. 1995.
- Beiträge in: Remorse and Reparation. 1999.
- Islam, Islamism and the West. Is ideological Islam compatible with liberal democracy? 2005.
- Cox’s Book of Modern Saints and Martyrs. 2006.
- This Immoral Trade. Slavery in the 21st Century. 2006.